# 青森県立百石高等学校
青森県立百石高等学校（あおもりけんりつ ももいしこうとうがっこう、Aomori Prefectural Momoishi High School）は、青森県上北郡おいらせ町字苗平谷地にある県立の高等学校。

## 概要
歴史
1948年（昭和23年）設置された「青森県立三本木農業高等学校百石分校」・「青森県立三本木女子高等学校百石分校」を前身とする。1957年（昭和32年）に独立し、1970年（昭和45年）の県立移管により現校名となった。2018年（平成30年）に創立70周年を迎えた。
設置課程・学科
全日制課程 3学科
- 普通科（1学年あたり2学級。令和2年度より1学級減）
- 食物調理科（1学年あたり1学級） - 青森県立高校の中で唯一。卒業時に調理師免許の取得が可能。

商業科は平成26年3月閉科
校訓
「誠実・努力・自立」
校章
銀杏の葉を2枚組み合わせたものを背景にして、中央に「高」の文字を置いている。
校歌
作詞は中村惣次郎、作曲は小野欣一による。歌詞は3番まであり、各番に校名の「百石高校」が登場する。

## 沿革
分校時代
- 1948年（昭和23年）7月1日 - 「青森県立三本木農業高等学校 百石分校」、「青森県立三本木女子高等学校 百石分校」として設置される。
  - 百石町立百石小学校（現・おいらせ町立百石小学校）に併置の形をとる。
  - 夜間定時制の男子農業課程と女子家庭課程を設置。
- 1949年（昭和24年）4月1日 - 移管により「青森県立三本木農業高等学校百石分校」となる。
- 1951年（昭和26年）4月1日 - 昼間部課程（女子家庭課程）を併置。
- 1952年（昭和27年）5月1日 - 移管により「青森県立八戸東高等学校百石分校」となる。夜間定時制普通課程を設置。
- 1954年（昭和29年）4月1日 - 昼間部（女子家庭課程）を短期課程（2年）とする。
- 1956年（昭和31年）3月31日 - 昼間部（女子短期課程）を廃止。

独立
- 1957年（昭和32年）
  - 4月1日 - 青森県立八戸東高等学校より分離し、「青森県百石高等学校」（町立）として独立。夜間定時制普通課程を設置。
  - 7月25日 - 独立開校記念式典を挙行。
- 1962年（昭和37年）4月1日 - 定時制を定時制課程に、普通課程を普通科に改称。
- 1968年（昭和43年）4月1日 - 定時制課程 家政科を設置。
- 1970年（昭和45年）
  - 4月1日 - 青森県への移管により、「青森県立百石高等学校」（現校名）に改称（県の後に「立」が加えられる）。
    - 全日制課程 2学科（普通科・家政科）を設置。定時制課程の募集を停止。

  - 5月4日 - 校旗を制定。
  - 10月8日 - 県立移管記念式典及び体育館落成式を挙行。校歌を制定。
- 1971年（昭和46年）4月1日 - 商業科を設置。
- 1973年（昭和48年）
  - 3月31日 - 定時制課程を廃止。
  - 4月7日 - 財団法人青森県立百石高等学校後援会が発足。
- 1974年（昭和49年）4月1日 - 普通科を2学級増設。
- 1977年（昭和52年）7月5日 - 新校舎（普通科教室棟・管理棟）が完成し、移転。
- 1978年（昭和53年）
  - 8月15日 - 第二体育館が完成。
  - 11月11日 - 開校30周年を記念して生徒会館が完成。
- 1987年（昭和62年）10月8日 - 屋内練習場「練成館」が完成。
- 1991年（平成3年）3月31日 - 野球場が完成。
- 1992年（平成4年）10月15日 - 既存校舎を改修し食物調理科実習教室棟が完成。
- 1993年（平成5年）
  - 3月25日 - 調理師法（昭和33年法律第147号）第3条1項第1号の規定により、調理師養成施設として指定される。
  - 4月1日 - 食物調理科を設置。
- 1995年（平成7年）12月4日 - 運動場を整備。
- 1998年（平成10年）
  - 3月20日 - 野球場ダッグアウトが完成。
  - 8月17日 - 前庭池を整備。
  - 9月4日 - 中庭を整備。
  - 10月8日 - 創立50周年記念式典を挙行。
- 1999年（平成11年）
  - 3月20日 - 第一体育館を改築。
  - 11月30日 - 第二体育館を改修。
- 2000年（平成12年）12月27日 - 進路指導室を設置。
- 2002年（平成14年）
  - 1月31日 - 普通科教室棟の大規模改修を完了。
  - 12月10日 - 特別教室棟の大規模改修を完了。
- 2003年（平成15年）
  - 3月25日 - 県道木内々川口線道路改良工事に伴い、グラウンドを改修。
  - 12月15日 - 県道木内々川口線道路改良工事に伴い、練成館（屋内練習場）を再築。
- 2005年（平成17年）2月28日 - 管理棟の内部を改修。
- 2012年（平成24年）4月 - 商業科の生徒募集を停止。
- 2014年（平成26年）3月 - 商業科を廃止。
- 2017年（平成29年）12月 - 暖房設備改修機械設備その他工事竣工。
- 2018年（平成30年）11月3日 - 創立70周年記念式典挙行。

## 部活動
運動部
- 野球部
- 男女サッカー部
- 卓球部
- 柔道部
- 男女ソフトテニス部
- 男女バスケットボール部
- 陸上競技部
- ボウリング部
- 女子バレーボール部
- スケート部

文化部
- 茶華道部
- 吹奏楽部
- 演劇部
- 書道部
- 将棋部
- 手芸部
- インターアクト部
- 美術部
- 放送部
- ビジネス部
- 調理クラブ

## アクセス
- おいらせ町民バス北線
- 青い森鉄道青い森鉄道線下田駅から、おいらせ町民バス市街地循環線

以上の路線で、「百石高校前」バス停下車。
- 運行時刻等は、おいらせ町公共交通ガイドブック（P9～P13） (PDF) を参照するか、おいらせ町役場まで要問い合わせ。